# Франциск I (король Обох Сицилій)
Франциск I, Франческо I (італ. Francesco I; 14 серпня 1777, Неаполь — 8 грудня 1830, Неаполь) — король Обох Сицилій з 1825 року. Син короля Обох Сицилій Фердинанда I. Двічі призначався батьком регентом: в 1812 — 1815 роках у Сицилії, і в 1820 році під час революції в Неаполі.

## Біографія

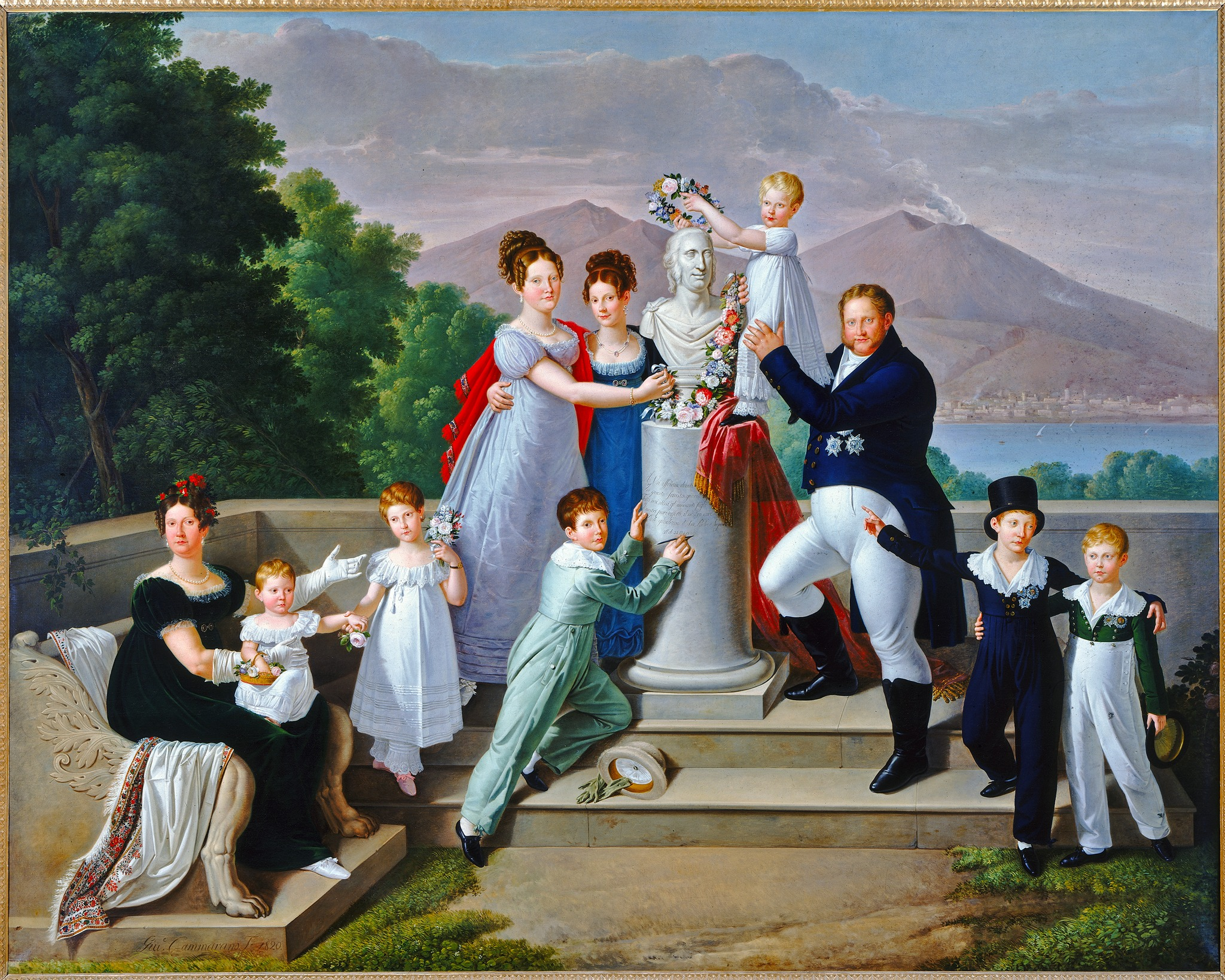
Сім'я Франциска I (Джузеппе Камаран)

Вступивши на престол, Франциск I мало приділяв уваги державних справ, передавши їх своїм міністрам. Сам же проводив час серед своїх фавориток, в забавах та бенкетах, оточивши себе солдатами через острах замахів.
У 1797 році Франциск I одружився з Марією Клементиною Австрійською (1777—1801), яка народила дочку.
Після смерті дружини Франциск одружився 1802 року з Марією Ізабеллою Іспанською. У цьому шлюбі народилися дванадцятеро дітей.

## Родина
1 Дружина — Марія Клементина Австрійська (1777—1801)
Діти:
- Марія Кароліна (1798—1870) — принцеса Обох Сицилій, герцогиня Беррійська, у 1816 стала дружиною Шарля Фердинанда, герцога Беррійського; у 1831, овдовівши, вступила в другий шлюб.

2 Дружина — Марія Ізабелла Іспанська
Діти:
- Луїза Карлотта (1804—1844) — у 1819 стала дружиною Франсиско де Паула Іспанського
- Марія Христина (1806—1878) — у 1829 стала дружиною Фердинанда VII, короля Іспанії. У 1833, овдовівши, вступила в другий шлюб.
- Фердинанд (1810—1859) — король Обох Сицилій
- Карл Фердинанд (1811—1862) — принц Капуї, у 1836 одружився з Гретою Пенелопою Сміт, проголошеною герцогинею Марескати
- Леопольд (1813—1860) — граф Сіракузький, у 1837 одружився з Марією Савойською-Каріньяно
- Марія Антонія (1814—1898) —  у 1833 стала дружиною Леопольда II Тосканського
- Антуан (1816—1843) — принц обох Сицилій
- Марія Амалія (1818—1857) — у 1832 стала дружиною Себастьяна Іспанського
- Марія Кароліна (1820—1861) — у 1850 стала дружиною Карла Іспанського
- Тереза Христина (1822—1889) — у 1843 стала дружиною Педру II, імператора Бразилії
- Луїджі (1824—1897) — граф Аквіла, у 1844 одружився з бразильською принцесою Жануарією
- Франческо (1827—1892) — принц обох Сицилій, 1850 року одружився з Ізабеллою Габсбург-Лотаринзькою.